# Thiel
Thiel ist ein Familienname.

## Namensträger

### A
- Abetti Thiel (* 1989), Tennisspieler aus Aruba
- Achim Thiel (Jurist) (* 1953), deutscher Jurist und Polizeipräsident
- Achim Thiel (Fußballspieler) (* 1962), deutscher Fußballspieler
- Adolf Thiel (1915–2001), österreichisch-amerikanischer Raketeningenieur
- Albert Thiel (1943–2017), US-amerikanischer Unternehmer und Aquarianer
- Alessa Thiel (* 1994), deutsche Bogenschützin
- Alfred Thiel (1879–1942), deutscher Chemiker
- Alvar Thiel (1893–1973), schwedischer Segler
- Andreas Thiel (Bischof) (1826–1908), Bischof von Ermland
- Andreas Thiel (Filmschaffender) (1957–2006), deutscher Regisseur, Drehbuchautor, Produzent und Schauspieler
- Andreas Thiel (Handballspieler) (* 1960), deutscher Handballtorwart
- Andreas Thiel (Archäologe) (* 1964), deutscher Archäologe
- Andreas Thiel (Rollhockeyspieler) (* 1968), deutscher Rollhockeyspieler und Rollhockeytrainer
- Andreas Thiel (Satiriker) (* 1971), Schweizer Satiriker
- Andreas Mitschele-Thiel (* 1959), deutscher Ingenieur und Hochschullehrer
- Angelika Thiel-Vigh (* 1956), deutsche Politikerin (SPD)
- Ansgar Thiel (* 1963), deutscher Sportwissenschaftler und Hochschullehrer

### B
- Barbara Thiel (* 1955), deutsche Beamtin
- Bernhard Thiel (* 1953), deutscher Tischtennisspieler
- Bernhard August Thiel (1850–1901), deutscher Geistlicher, Bischof von San José
- Brita Modrow-Thiel (* 1950), deutsche Hochschullehrerin für berufliche und betriebliche Weiterbildung

### C
- Carl Thiel (Maler) (1835–1900), deutscher Maler
- Carl Thiel (Kirchenmusiker) (Carl Josef Thiel; 1862–1939), deutscher Kirchenmusiker und Hochschullehrer
- Carl Thiel (Filmkomponist) (* 1965), US-amerikanischer Filmkomponist
- Carl Eugen Thiel (1830–1915), deutscher Chemiker, Mineraloge und Chemietechniker
- Christa Thiel (* 1954), deutsche Rechtsanwältin und Sportfunktionärin
- Christian Thiel (* 1937), deutscher Philosoph und Wissenschaftstheoretiker
- Christiane Thiel (* 1968), deutsche Pfarrerin und Autorin
- Christoph Thiel (* 1966), deutscher Fußballspieler

### D
- Dietrich Thiel (1939–2001), österreichischer Künstler

### E
- Eberhard Thiel (* 1932), deutscher Wirtschaftswissenschaftler
- Eckhard Thiel (* 1944), deutscher Mediziner
- Edward C. Thiel (1928–1961), US-amerikanischer Geophysiker und Polarforscher
- Emil Thiel (1835–nach 1878), deutscher Fabrikant und Firmengründer
- Erich Thiel (Geograph)  (1898–1973), deutscher Geograph und Hochschullehrer
- Erich Thiel (Schriftsteller) (1901–1953/1959), deutscher Maler, Bühnenautor und Mundartschriftsteller
- Ernest Thiel (1859–1947), schwedischer Unternehmer und Kunstsammler
- Ernst Thiel (Unternehmer, 1852) (Ernst Eduard Thiel; 1852–1902), deutscher Metallwarenfabrikant
- Ernst Thiel (Unternehmer, 1874) (Ernst Rudolf Thiel; 1874–1942), deutscher Uhrenfabrikant
- Ernst Christian Thiel (1860–1932), deutscher Politiker, Bürgermeister von Merzig
- Erwin Thiel (* vor 1963), deutscher Physiker, Hochschullehrer und Unternehmensgründer
- Ewald Thiel (1855–vor 1939), deutscher Maler und Illustrator

### F
- Felicitas Thiel (* 1961), deutsche Erziehungswissenschaftlerin und Hochschullehrerin
- Frank Thiel (Politiker) (* 1952), deutscher Politiker (Die Linke)
- Frank Thiel (Schauspieler) (* 1970), dänischer Schauspieler
- Frans-Jozef van Thiel (1906–1993), niederländischer Politiker
- Franz Thiel (1886–1972), österreichischer Lehrer und Heimatforscher
- Friedrich Thiel (1836–1902), deutscher Verleger und Verlagsbuchhändler
- Fritz Thiel (Richter) (1902–1965), deutscher Jurist und Richter
- Fritz Thiel (Widerstandskämpfer) (1916–1943), deutscher Widerstandskämpfer
- Fritz Thiel (Maler) (* 1951), deutscher Maler
- Fritz August Thiel (1863–1931), deutscher Dolmetscher und Diplomat

### G
- Georg Thiel (Bergmeister) (um 1490–1546), deutscher Bergmeister, Grubenvorsteher und Stadtrichter
- Georg Thiel (* 1957), deutscher Verwaltungsjurist
- Gerald Thiel (* 1955), deutscher Hochschullehrer für Medizinische Biochemie und Molekularbiologie
- Gerhard Thiel (Botaniker) (* 1957), deutscher Botaniker
- Gerhard Schmitt-Thiel (1941–2024), deutscher Journalist und Fernsehmoderator
- Gilbert Thiel (1934–2012), Schweizer Internist
- Günter Thiel (* 1952), deutscher Unternehmer

### H
- Hannelore Thiel (1924–1998), deutsche Widerstandskämpferin gegen den Nationalsozialismus
- Hans van Thiel (1897–1984), deutscher Zahnarzt, Prothetiker, Hochschullehrer und Verbandsfunktionär
- Hans Thiel (1919–2017), deutscher Pädagoge und Autor
- Hans-Jürgen Thiel (1934–2020), deutscher Augenarzt und Hochschullehrer
- Hans-Lothar Thiel (1920–2002), deutscher Augenarzt und Hochschullehrer
- Harald Thiel (1931–2002), deutscher Maler und Grafiker
- Heiko Thiel (* 1964), deutscher Fußballspieler
- Heiner Thiel (* 1957), deutscher Künstler
- Heinrich Thiel (Industrieller) (1855–1925), deutscher Fabrikant und Politiker (NLP, DVP), Mitglied der Lübecker Bürgerschaft
- Heinrich van Thiel (1896–1983), deutscher Bauingenieur und Gewerkschafter
- Heinrich Thiel (Maler) (1899–1993), deutscher Maler und Fotograf
- Heinz Thiel (1920–2003), deutscher Filmregisseur
- Heinz-Jürgen Thiel (* 1949), deutscher Veterinärmediziner, Virologe und Hochschullehrer
- Heinz-Peter Thiel (* 1962), deutscher Politiker und Landrat
- Helmut van Thiel (1932–2014), deutscher Klassischer Philologe
- Helmut Thiel (1933–2023), deutscher Politiker (SED, PDS), MdL Mecklenburg-Vorpommern
- Hermann Thiel (1885–1957), deutscher Unternehmer
- Hugo Thiel (1839–1918), deutscher Politiker

### I
- Ingo Thiel (* 1963), deutscher Journalist
- Ingolf Thiel (1943–1985), deutscher Fotograf

### J
- Jacobus Johannes van Thiel (1843–1912), niederländischer Geistlicher, Bischof von Haarlem
- Jacquelyn Thiel (* 1980), US-amerikanische Biathletin und Leichtathletin
- Jan Hendrik van Thiel (* 1965), deutscher Diplomat
- Jana Thiel (1971–2016), deutsche Sportmoderatorin und -journalistin
- Jens Thiel (* 1966), deutscher Historiker
- Jens Thiel (Mediziner) (* 1973), deutscher Rheumatologe und Hochschullehrer
- Jeremias Thiel (* 2001), deutscher Autor und Aktivist gegen Kinderarmut
- Joachim Thiel (* 1951), deutscher Fußballspieler
- Jochen Thiel (* 1938), deutscher Jurist
- Johannes Thiel (Bischof) (1485–1545), deutscher Geistlicher, Titularbischof von Nicopolis
- Johannes Thiel (Fabrikant) (1865–1913), deutscher Fabrikant
- Johannes Thiel (Maler) (1889–1962), deutscher Grafiker und Maler
- Johannes Christian Thiel (* 1937), deutscher Philosoph, Wissenschaftstheoretiker und Hochschullehrer, siehe Christian Thiel
- Johannes Hendrik Thiel (1896–1974), niederländischer Altphilologe und Althistoriker
- Jon Thiel (* 1975), kanadischer Rugby-Union-Spieler
- Josef Franz Thiel (1932–2024), deutscher Ethnologe
- Jürgen Thiel (* 1937), deutscher Wasserballspieler

### K
- Karl Thiel (Unternehmer) (1901–1968), deutscher Unternehmensgründer
- Karl Heinz Thiel (* 1951), deutscher Künstler
- Karl R. Thiel (* 1962), deutscher Fotograf, Journalist und Unternehmer
- Klaus-Ludwig Thiel (* 1957), deutscher Denkmalpfleger
- Konrad Thiel (* 1980), US-amerikanischer Biathlet

### L
- Lea Thiel (* 1988), deutsche Basketballspielerin
- Lotte Thiel (1923–1999), deutsche Dokumentarfilm-Regisseurin
- Luna Thiel (* 1999), deutsche Leichtathletin

### M
- Manfred Thiel (1917–2014), deutscher Philosoph und Dichter
- Marie-Jo Thiel (* 1957), französische römisch-katholische Theologin
- Markus Thiel (* 1973), deutscher Rechts- und Verwaltungswissenschaftler
- Marvin Thiel (* 1995), deutscher Fußballspieler
- Matthias Thiel (1929–2015), deutscher Historiker und Diplomatiker
- Max Thiel (* 2000), deutscher Rollhockeyspieler
- Maximilian Thiel (* 1993), deutscher Fußballspieler
- Maximilian Franz Thiel (1865–1939), deutscher Handelsagent und Ethnologischer Sammler
- Michael Thiel (* 1960), deutscher Psychologe und Fernsehmoderator
- Mira Thiel (* 1979), deutsche Drehbuchautorin und Regisseurin
- Mirco Thiel (* 1977), deutscher Fußballspieler

### N
- Nikolaus Thiel (* 1969), österreichischer Ordensgeistlicher, Abt von Stift Schlierbach
- Norbert Thiel (1936–2011), deutscher Balletttänzer

### O
- Otto Thiel (Politiker) (1884–1959), deutscher Politiker (DHV, DVP), MdR
- Otto Thiel (Fußballspieler) (1891–1913), deutscher Fußballspieler

### P
- Patricia A. Thiel (1953–2020), US-amerikanische Chemikerin
- Paul Thiel (Architekt) († 1911), deutscher Architekt
- Paul Thiel (Rennfahrer) (1924–2007), deutscher Automobilrennfahrer
- Peter Thiel (Skilangläufer) (* 1943), deutscher Skilangläufer
- Peter Thiel (* 1967), deutsch-amerikanischer Unternehmer und Milliardär
- Phil Thiel (* 1984), US-amerikanischer Rugby-Union-Spieler

### R
- Rahel Thiel (* 1990), deutsche Musiktheaterregisseurin
- Rainer Thiel (General), deutscher Brigadegeneral
- Rainer Thiel (Fußballspieler) (* 1949), deutscher Fußballspieler
- Rainer Thiel (Politiker) (* 1951), deutscher Politiker (SPD)
- Rainer Thiel (Philologe) (* 1962), deutscher Klassischer Philologe
- Reinhard Thiel, deutscher Fußballspieler
- Reinhold Thiel (Unternehmer) (1882–1979), deutscher Unternehmer und Kammerfunktionär
- Reinhold Thiel (Historiker) (* 1944), deutscher Lehrer und Historiker
- Robert Thiel (1909–1989), deutscher Parteifunktionär (NSDAP)
- Rolf Thiel (* 1944), deutscher Fußballfunktionär
- Rudi Thiel (Rudolf Thiel; * 1928), deutscher Sportorganisator
- Rudolf Thiel (Politiker) (1825–1884), deutscher Rechtsanwalt und Politiker (NLP), MdR
- Rudolf Thiel (Industrieller) (1848–1924), deutscher Fabrikant und Politiker, Mitglied der Lübecker Bürgerschaft
- Rudolf Thiel (Mediziner) (1894–1967), deutscher Augenarzt
- Rudolf Thiel (Schriftsteller) (Ferdinand Rudolf Thiel; 1899–1981), deutscher Schriftsteller

### S
- Sophia Thiel (* 1995), deutsche Fitness-Bloggerin und Bodybuilderin
- Stefan Thiel (* 1997), deutscher Volleyballspieler

### T
- Thiska Thiel-Wehrbein (1866–1941), niederländische Frauenrechtlerin und Pazifistin
- Thomas Thiel (* 1975), deutscher Journalist
- Thorsten Thiel (* 1980), deutscher Politikwissenschaftler
- Tom Thiel (* 1956), deutscher Musiker und Musikproduzent

### U
- Udo Thiel (* 1954), deutscher Philosoph
- Ulli Thiel (1943–2014), deutscher Pädagoge und Friedensaktivist
- Ulrich Thiel (* 1955), deutscher Historiker und Museumsleiter

### V
- Viktor Thiel (1871–1946), österreichischer Archivar und Historiker
- Volker Thiel (Politiker) (* 1955), deutscher Politiker (FDP) und Unternehmensberater
- Volker Thiel (Mediziner) (* 1966), deutscher Virologe und Hochschullehrer
- Volker Thiel (Geowissenschaftler), deutscher Geowissenschaftler und Hochschullehrer

### W
- Walter Thiel (Ingenieur) (1910–1943), deutscher Ingenieur und Raketenkonstrukteur
- Walter Thiel (Mediziner) (1919–2012), österreichischer Anatom
- Walter Thiel (Chemiker) (1949–2019), deutscher Chemiker
- Werner Thiel (Künstler) (1927–2003), deutscher Künstler
- Werner R. Thiel (* 1961), deutscher Chemiker und Hochschullehrer
- Wilhelm Thiel (* 1934), österreichischer Manager
- Winfried Thiel (* 1940), deutscher Theologe
- Wolf Guenter Thiel (* 1966), deutscher Kulturwissenschaftler
- Wolfgang Thiel (Mediziner) (1908–1967), deutscher Gynäkologe
- Wolfgang Thiel (Maler) (* 1938), deutscher Maler und Grafiker
- Wolfgang Thiel (Komponist) (* 1947), deutscher Musiker und Komponist
- Wolfgang Thiel (Politiker) (* 1948), deutscher Politiker (Die Linke)
- Wolfgang Thiel (Künstler) (* 1951), deutscher Bildhauer

### Y
- Yannic Thiel (* 1989), deutscher Fußballspieler

### Fiktive Personen
- Frank Thiel, Kommissar aus der Fernsehreihe Tatort, siehe Thiel und Boerne